# Eoasthena sarramea
Eoasthena sarramea là một loài bướm đêm trong họ Geometridae.